# Wielkie Bagno Kurowskie
Wielkie Bagno Kurowskie (także Kurowskie Błota, niem. Grosse Kurowsche Bruch) – duża wyspa na Międzyodrzu na wschód od Kurowa. Ograniczona wodami Żeglicy, Skośnicy, Przecznicy oraz Obnicy, Pławnego Nurtu. Od północy w wyspę wbija się Jezioro Kurowskie. Na części obszaru wyspy znajduje się rezerwat przyrody Kurowskie Błota.